# Kantrida
 Ovo je glavno značenje pojma Kantrida. Za stadion pogledajte Stadion Kantrida.
Kantrida (tal. Cantrida, Borgomarina) je kvart na zapadu Rijeke, a pod Mjesnom zajednicom (odbor) s imanom Kantrida obuhvaća se i Kostabela (tal. Costabella) i Marčeljeva Draga (te neki manji lokaliteti) s 6004 stanovnika (2011.)
Kantrida (stolica) je dobila ime po kavi (kamenolomu za izgradnju riječke luke) koja podsjeća na divovsku stolicu.[nedostaje izvor]

## Zemljopis
Mjesni odbor obuhvaća područje od brodogradilišta "3. maj" na istoku do Preluke na zapadu, a sjever je omeđen željezničkom prugom Rijeka - Pivka. Tu se nalaze još i naselja: Šparići, Bivio i Turan. Proteže se područjem od 3,7 km2.
Područje Kostabele je u socijalizmu bila zaštićena zelena zona, a u neovisnoj Hrvatskoj se na njoj grade privatne kuće (tzv. mješovita zona od Bivia prema zapadu).

## Povijest
Povijest Kantride usko je vezana uz povijest Rijeke, a od dodjeljivanja Rijeci statusa Corpusa separatuma 1779. do 1943. Kantrida je, uz kraće prekide, zapadna granica Rijeke, najprje prema Austriji, tj. prema unutaraustrijskim državama poput Kraljevine Ilirije. Za vrijeme Jelačićeve okupacije Rijeke (1848-1868.) Kantrida postaje granica između Hrvatske i Slavonije i Austrijskog primorja.
Kada Kraljevina Italija (prema Londonskom ugovoru) 1918. okupira Austrijsko primorje (Julijska krajina) na Kantridi je granica između Italije i savezničke uprave nad Rijekom, a od 1919. Italije s D'Annunzijevom okupiranom Rijekom te njegovom tzv. Talijanskom upravom Kvarnera.
Na Krvavi Božić 1920. Kantrida je poprište ratnih sukoba između D'Annunzijevih legionara (koji su ovdje podigli barikade i iskopali rovove) i talijanske vojske. Rapalskim ugovorom 1920. i formiranjem Slobodne države Rijeke Kantrida prestaje biti granica jer područje Riječke države se širi na čitavu Kostabelu te se granica seli na Preluku. Nakon aneksije Rijeke Italiji (Rimskom ugovorom 1924.) Rijeka postaje porto franco (bescarinska zona), a Borgomarina (Kantrida) je opet granica - tj. carinski prelaz do 1943. i meta krijumčarskih putova (kopnenih i morskih).

## Stanovništvo
Na području mjesnog odbora Kantrida obitava oko 7000 stanovnika od čega je 5700 glasača.

## Vijeće mjesnog odbora
Vijeće mjesnog odbora sastoji se od pet članova s predsjednikom Adolfom Krbavcem (SDP - HNS).
Mjesni je odbor Kantrida formiran 1991. godine spajanjem dviju Mjesnih zajednica - Kantrida i Costabela.

## Privreda
- Brodogradilište "3. maj"
- brodogradilište Kantrida
- Riječka industrija odjeće[1]

## Spomenici i znamenitosti
- Stadon Kantrida proglašen među najatraktivnijim stadionima na svijetu
- Porat s ribarskim kućicama na Kantridi
- Lungomare Costabella

## Obrazovanje
- O.Š. Kantrida
- Centar za profesionalnu rehabilitaciju

## Sport
Kantrida je najpoznatija po sportskim objektima. Tu su:
- Na prostoru kave (kamenoloma) je od 1911. smješten atletski i nogometni stadion Kantrida gdje je svoje uspjehe nizao Atletico Fiumano, Fiumana, Kvarner-Quarnero i NK Rijeka i AK Kvarner.
- Atletska dvorana Kantrida nalazi se ponad stadiona i služi za trening AK Kvarner.
- Kompleks bazena na Costabelli
- Sportska dvorana '3.maja' na Rivijeri
- R.D.S.A.M. (Radničko društvo za sportske aktivnosti na moru) na Rivijeri
- Ribarski porat ('Portić') na Katridi

## Vanjske poveznice
- Službene stranice  Arhivirana inačica izvorne stranice od 1. listopada 2012. (Wayback Machine)
- Interaktivni zemljovid MO Kantrida[neaktivna poveznica]